# Kopswerk II
Das Kopswerk II ist ein Pumpspeicherkraftwerk der illwerke vkw AG im österreichischen Bundesland Vorarlberg. Die Anlage befindet sich in Gaschurn im Montafon und bezieht ihr Wasser aus der Silvretta- und Verwall-Gebirgsgruppe.
Das Kopswerk II wurde als Kavernenkraftwerk gebaut (die gesamte Anlage dieses Wasserkraftwerks ist also im Berg untergebracht), so dass von außen nur die Zufahrt in den Berg und die Schaltanlage sichtbar sind.

## Das Kraftwerk
Das Kopswerk II ist als Pumpspeicherkraftwerk mit drei vertikalachsigen Maschinensätzen mit einer Pumpleistungsaufnahme von anfangs je 150 MW, jetzt 160 MW und einer Engpassleistung von 175 MW realisiert. Die Maschinensätze erlauben nicht nur die Nutzung im Turbinenbetrieb zum Zweck der Stromerzeugung, sondern bieten auch die Möglichkeit, im Pumpbetrieb Wasser, das sich im Unterwasserbecken befindet, zur erneuten Nutzung zurück in das Oberwasserbecken zu pumpen. Hierbei kommt das Prinzip des hydraulischen Kurzschlusses zur stufenlosen Regelung des Pumpbetriebs zum Einsatz.
Das Kraftwerk erweiterte zum Zeitpunkt seiner Inbetriebnahme die Kapazität des Illwerke-Verbundes im Turbinenbetrieb um 36 Prozent und im Pumpbetrieb um 85 Prozent.
Das Kraftwerk nutzt als Oberwasserbecken zum Antreiben der Turbinen den bereits existierenden Kopssee, der auch das Kraftwerk Kops I mit Triebwasser versorgt. Als Unterwasserbecken nutzt das Kopswerk II das Rifabecken, anders als das Kopswerk I, das als Unterwasser das Ausgleichsbecken Partenen verwendet. Beide Becken liegen etwa 500 Meter Luftlinie mit 20 Meter Höhenunterschied voneinander entfernt und sind über das Rifawerk, das für Turbinen- und Pumpbetrieb konzipiert wurde, miteinander verbunden. Beide Ausgleichsbecken liegen zwischen den Ortschaften Gaschurn und Partenen im Montafon.

## Das Bauvorhaben

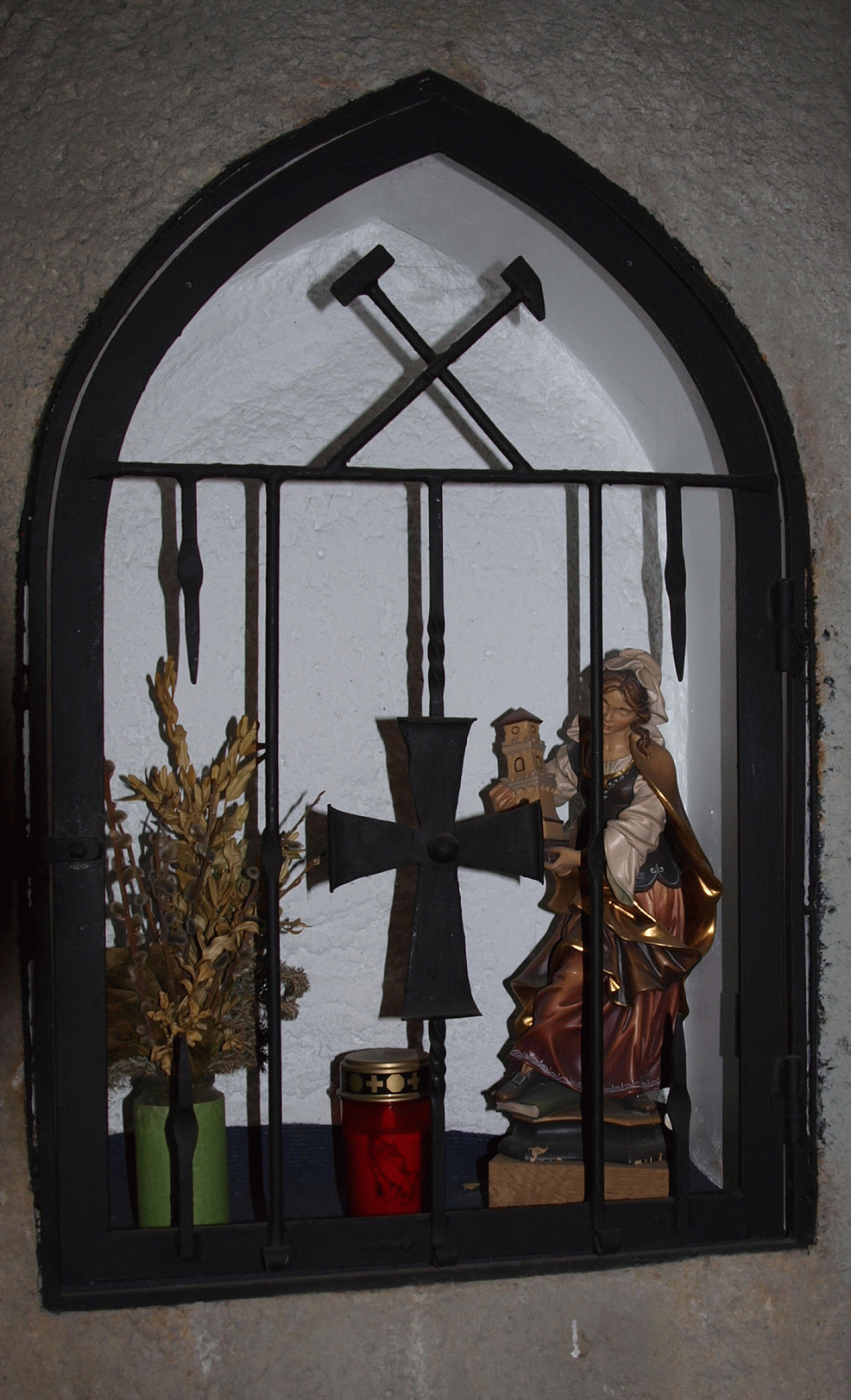
Statue der Hl. Barbara in einer Felsnische am Eingang des Stollens zur Kaverne des Kopswerks II

Das Vorhaben, für das Kosten von 360 Mio. Euro veranschlagt wurden, gliederte sich in drei Baulose. Baubeginn war im September 2004, im März 2008 wurde die erste Maschine in Betrieb genommen. Am 16. November 2008 wurden alle drei Maschinen in den Probebetrieb überführt; die uneingeschränkte Freigabe für den Turbinen- und Pumpbetrieb erfolgt am 11. Dezember 2008.

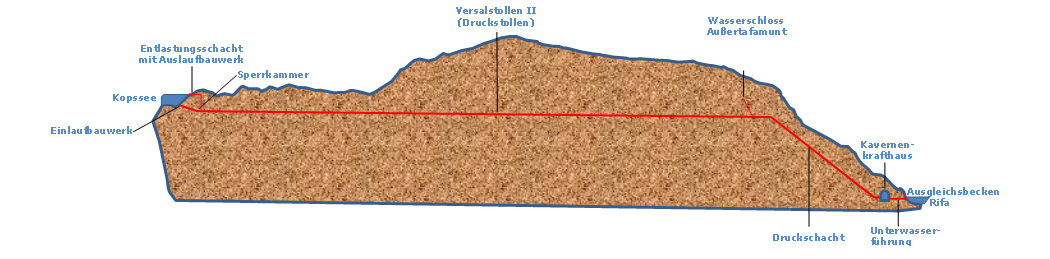
Schnitt Kraftwerkszuleitung Kopswerk II.

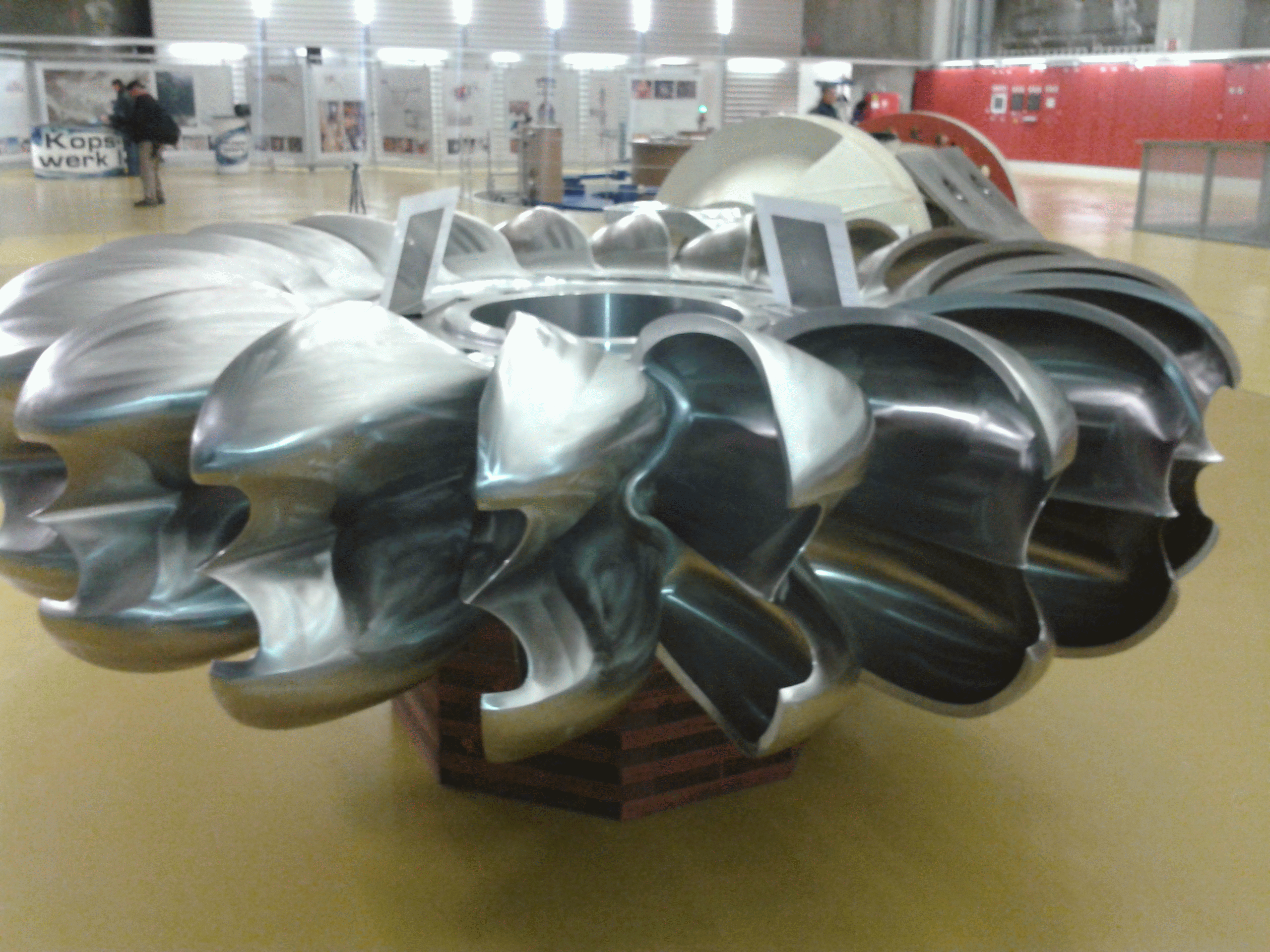
Modell eines Peltonlaufrades in der Kaverne des Kopswerkes II

Das erste Baulos bestand aus dem 5,5 Kilometer langen Druckstollen Versal II, der eine Wasserführung vom Kopssee bis zum Beginn des Druckschachtes im Maisäß Tafamunt realisiert. Der Stollen wurde zwischen August 2005 und dem 22. Juli 2006 mit einer Tunnelbohrmaschine aufgefahren. Um das Einlaufbauwerk des Stollens im Kopssee bauen zu können, wurde der Inhalt des Sees im Winter 2005/2006 abgelassen. Mit Einsetzen der Schneeschmelze wurde der See wieder mit Wasser gefüllt, nachdem eine Drosselklappe in den Stollen eingebaut worden war.
Das zweite Baulos beinhaltete die Errichtung eines 1,1 Kilometer langen Druckschachts und des Wasserschlosses bei Tafamunt. Der Druckschacht mit einem Durchmesser von 4,60 Meter und einer Steigung von 80 % (38,7°) führt von Tafamunt auf einer Höhe von rund 1.600 Meter in den Talgrund zum Krafthaus und überwindet dabei eine Höhendifferenz von etwa 700 m. Das Auffräsen des Schachtes erfolgte mit Hilfe maschinellen Vortriebs durch eine Tunnelbohrmaschine aus dem Tal bergauf. Der Druckstollen ist mit Stahlrohren mit einem Durchmesser von 3,80 m versehen.
Die Aufgabe des im Inneren des Berges errichteten Wasserschlosses ist die Verminderung von Druckstößen beim Umstellen von Turbinen- auf Pumpbetrieb (Funktion ähnlich einem Ausdehnungsgefäß). Das Wasserschloss befindet sich am Übergang vom Versalstollen in den Druckschacht in Tafamunt.
Im Rahmen des dritten Bauloses wurde das Kavernenkrafthaus im Talgrund realisiert. Zur Unterbringung des Kraftwerkes wurden zwei Kavernen etwa 150 m in den Berg gesprengt: Die Maschinenkaverne beherbergt die Hauptpumpen, die hydraulischen Anfahrwandler, die Motorgeneratoren und die Peltonturbinen, während in der zweiten Kaverne die Transformatoren untergebracht sind. Zu diesem Baulos gehört darüber hinaus die Realisierung der Unterwasserführung aus dem Krafthaus in das Rifabecken. Dieser Stollen unterquert die L188 und die Ill. Dieser Stollen ist beim Regelbetrieb des Kraftwerks für die Ableitung des Wassers in das Unterwasserbecken und für den Rückfluss des Wassers aus diesem während des Pumpbetriebs zuständig.

## Technische Daten
Technische Eckdaten der Anlage:
Kavernen:

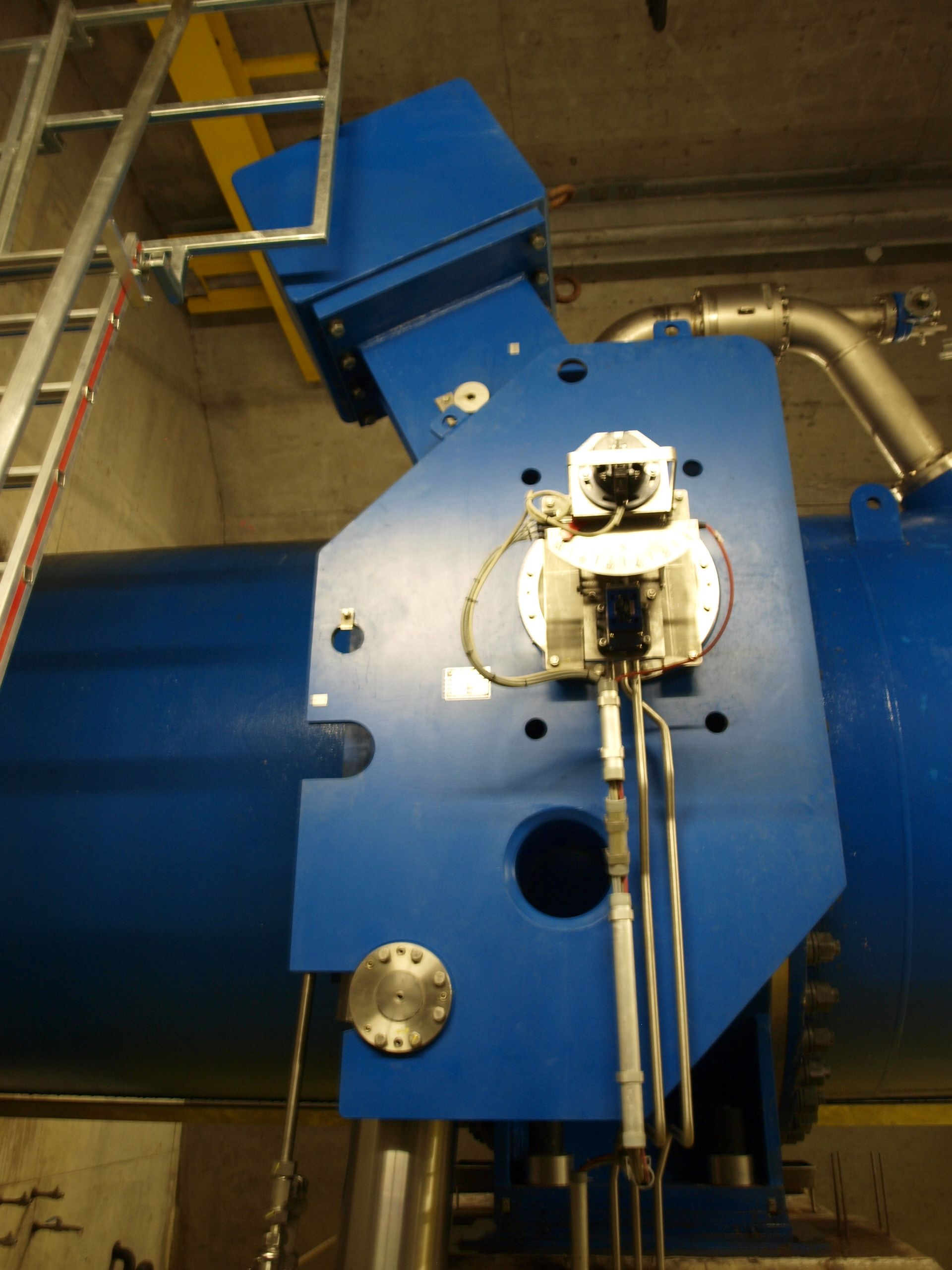
Schieber der Hauptpumpenzuleitung zum Maschinensatz 1 mit Gegengewicht

- Die Maschinenkaverne ist 88 m lang, ca. 30½ m breit und ist an der höchsten Stelle 60½ Meter hoch. Das Felsausbruchs-Volumen beträgt 113.000 m³ (Silvrettakristallin[4]). In ihr sind die drei Maschinensätze mit einer Höhe von jeweils 38 m montiert. In der Felskaverne mit den Maschinensätzen könnte das Haupthaus des Wiener Stephansdoms untergebracht werden.
- Die Transformatorenkaverne ist 35 m lang, 16 m breit und 19 m hoch. Das Ausbruchsvolumen beträgt 8.100 m³. Die Kaverne beherbergt drei Transformatoren, die über Stromschienen mit den Generatoren in der Maschinenkaverne verbunden sind.
- Gebirgsanker und Spritzbetonschale[5] zur Stabilisierung der Kavernen bis etwa 30 m Länge eingebaut.
- Zwei Schwerlast-Brückenkräne mit je 130 Tonnen Tragfähigkeit (Tandemhub: 250 Tonnen) für den Einbau und Revisionen.

Oberwasserführung:

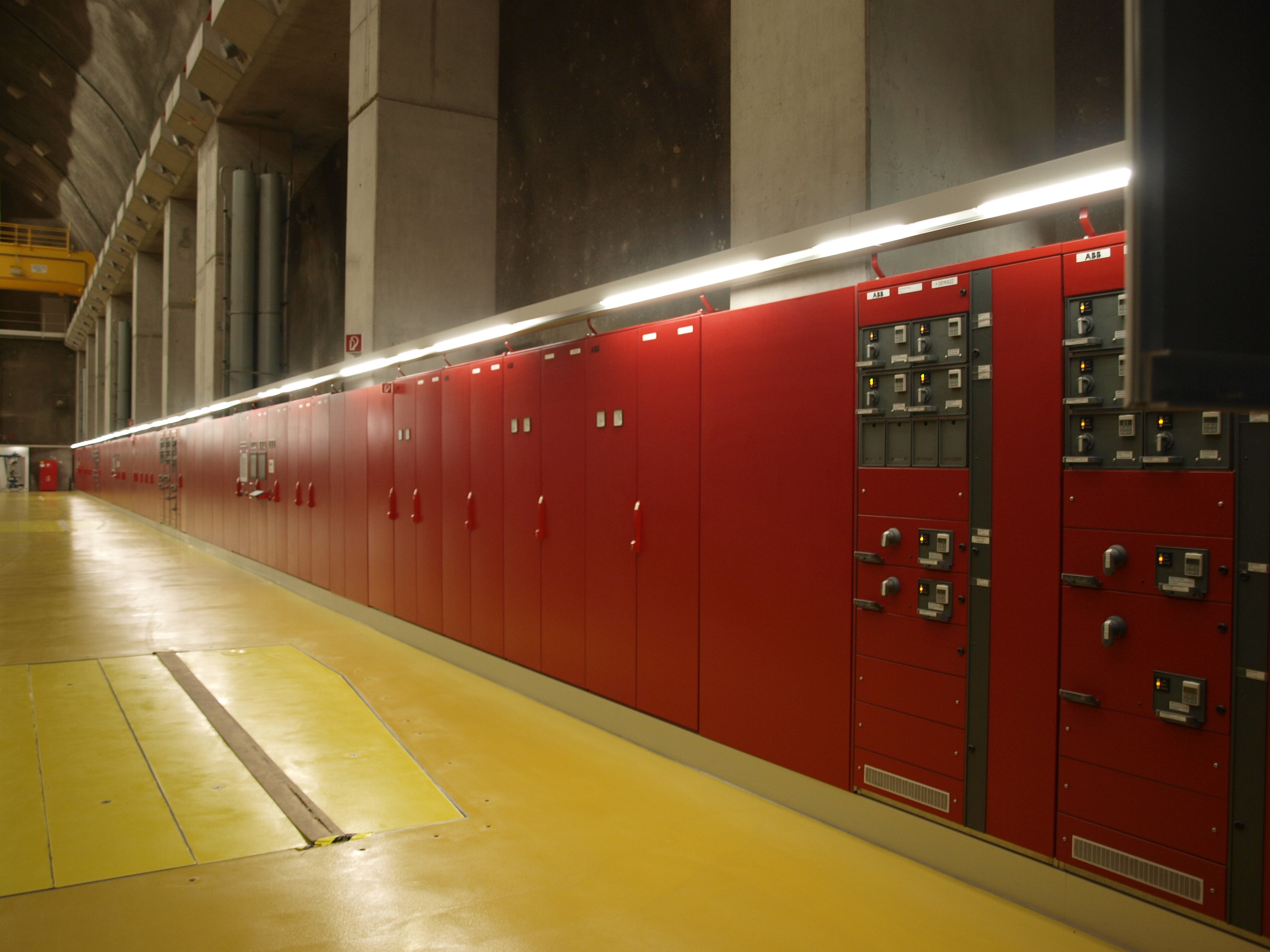
Zentrale Schaltschränke für die drei Maschinensätze des Kopswerkes II von ABB

- Die durch den Druckstollen Versal II und den Druckschacht von Tafamunt in den Talboden realisierte Oberwasserführung ist insgesamt 6.687 m lang, wobei 5.552 m auf den Druckstollen und die restlichen 1.135 m auf den Druckschacht entfallen. Der Durchmesser des Druckstollens ist 4,90 m, der Druckschacht ist 3,80 m im Durchmesser.
- Das Wasserschloss in Tafamunt besteht aus zwei Kammern und einem Steigschacht zwischen den beiden Kammern und einem Belüftungsstollen an die Erdoberfläche. Die untere Kammer ist 270 m lang und weist einen Durchmesser von 7 m auf. Die obere Kammer ist 240 m lang bei einem inneren Durchmesser von 6,10 Meter. Der die beiden Kammern verbindende Steigschacht ist 192 m lang, hat einen Durchmesser von 5,10 m und weist eine Längsneigung von 49° auf.
- Für Bau, Wartung und Kontrolle des Wasserschlosses existiert der Fensterstollen Tafamunt, der 800 m lang ist. Er mündet in die untere Kammer.

Unterwasserführung: Die Unterwasserführung von der Maschinenkaverne bis zum Rifabecken setzt sich aus den folgenden Komponenten zusammen:
- Druckluftwasserschloss: 3 45 m lange Kammern (52 m² Querschnitt) und ein 77 Meter langer Verbindungsstollen.
- Unterwasser-Wasserschloss mit einer 47 m langen Unterkammer, einem 31 m hohen Steigschacht mit 12 m Durchmesser und einer kleinen oberen Schwallkammer.
- Unterwasserstollen: 267 m lang, Durchmesser zwischen 7 m und 5,8 m.
- Ein- und Auslaufbauwerk im Rifabecken.

Wassernutzung

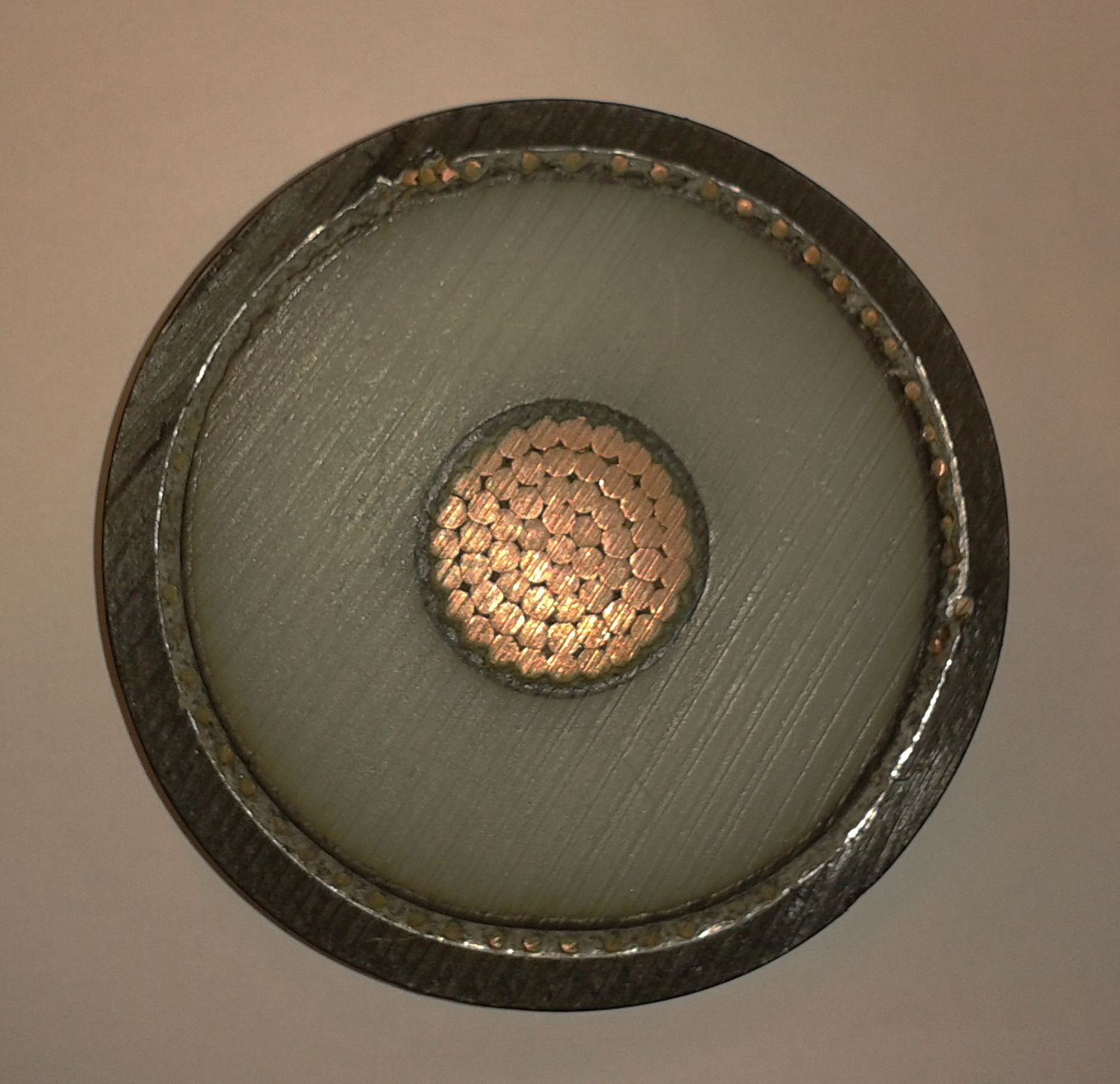
Querschnitt eines 220 kV-Kabels als Verbindung zwischen den Transformatoren und Schaltanlage

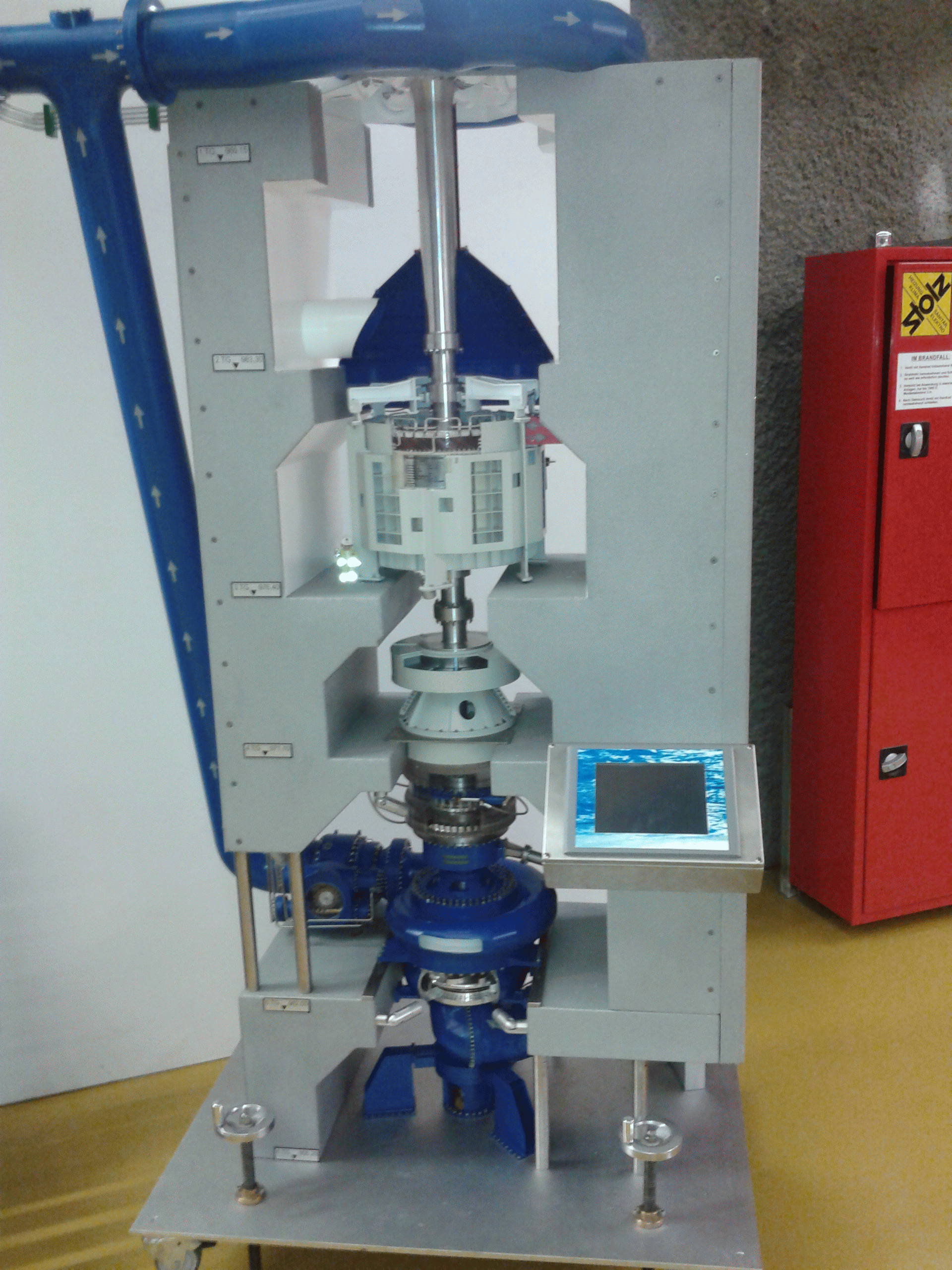
Modell eines Maschinensatzes (situiert in der Kaverne). Blau = Pumpe, darauf folgend der Anfahrtswandler/Kupplung, Motorgenerator und ganz oben die Turbine

- Das Kopswerk II nutzt ausschließlich bestehende Wasserfassungen der illwerke vkw AG (Kopssee, Rifabecken).
- Einlaufbauwerk für 80 m3/s in (bei Vollstau) 80 m Wassertiefe
- Bruttofallhöhe: 818 m

Maschinensätze

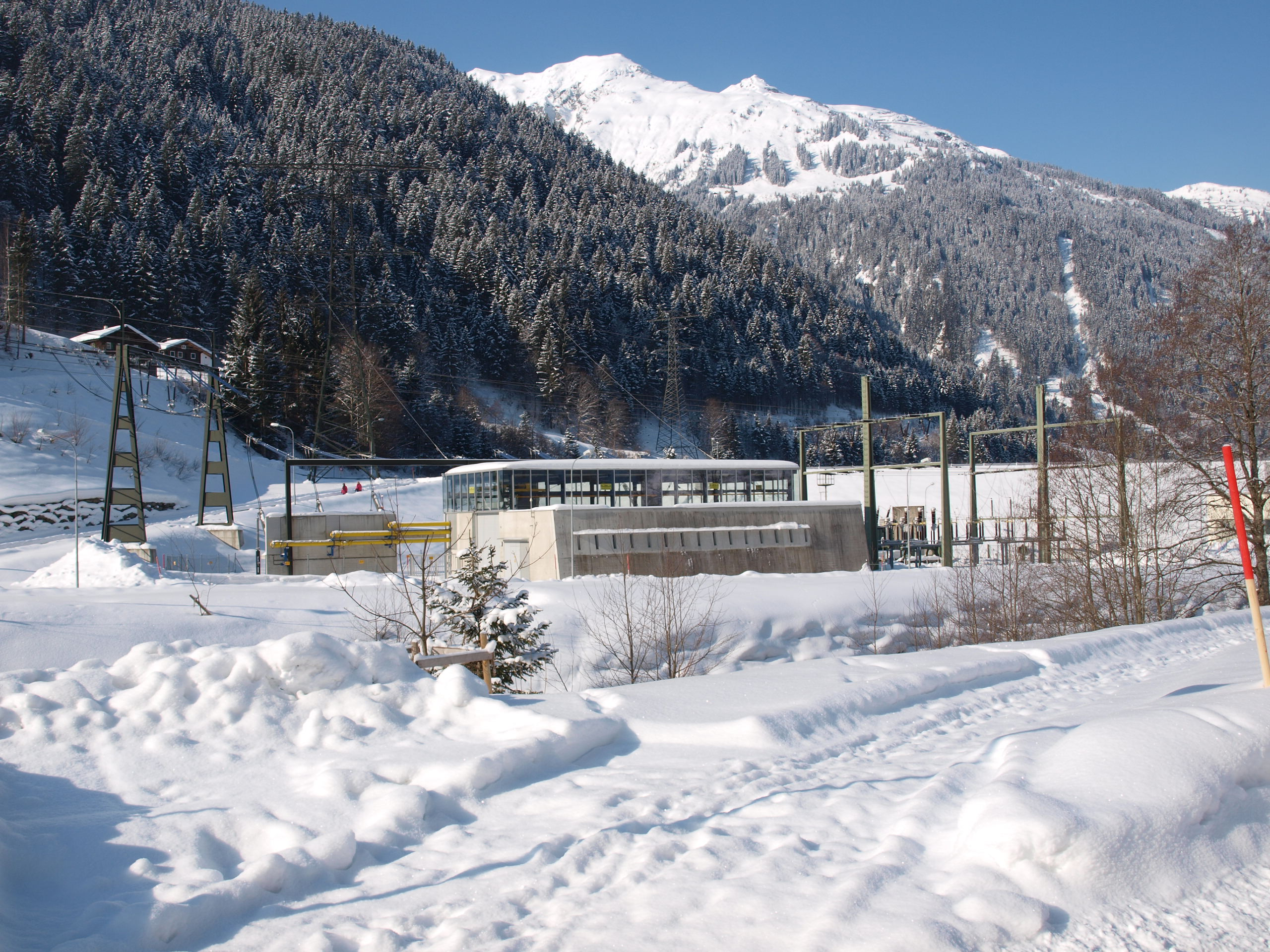
SF6-Hochspannungsschaltanlage Rifa in der Nähe des Eingangs zur Kopswerk II Kaverne

- drei Maschinensätze bestehend aus Turbine – Motorgenerator – Wandler – Pumpe (auf je einer Welle).
- Turbinentype: sechsdüsige Peltonturbine mit maximal 25,3 m3/s Durchfluss bei einer Wassergeschwindigkeit an den Düsen von etwa 460 km/h.
- Motorgenerator: Synchrongenerator/Synchronmotor.
- Wandler: Synchronisierwandler samt Zahnkupplung.
- Pumpe: dreistufige Speicherpumpe mit einer Förderkapazität von maximal 19,3 m3/s.
- Nenndrehzahl 500 min−1.
- Höhe eines Maschinensatzes: rund 38 m.
- Generatorennennleistung: 200 MVA (gesamt 600 MVA)
- Nennleistung (Turbinenbetrieb) maximal (Engpassleistung): 175 MW je Maschinensatz (gesamt 525 MW).
- Leistungsaufnahme (Pumpbetrieb) maximal: 160 MW je Maschinensatz (gesamt 480 MW).
- Umstellzeit von Turbinen- auf Pumpbetrieb: etwa 60 s (Wassersäule wird in etwa 20 s gestoppt und in etwa 40 s in die Gegenrichtung gedrückt. Gewicht der Wassersäule etwa 110.000 Tonnen).
- Regelfähigkeit zwischen Turbinen- und Pumpbetrieb: 0–100 %
- Startzeit Energielieferung: etwa 2 Minuten.

Blocktransformatoren, Schaltanlage, Energietransport, Energieverwendung
- Transformatorennennleistung: je 200 MVA.
- Transformatorgewicht: je 165 Tonnen.
- Energietransport von der Transformatorkaverne zur Schaltanlage: 220-kV-Erdkabel.
- Innenraum SF6 Schaltanlage für 245 kV neben der Freiluftschaltanlage des Rifawerks beim Ausgleichsbecken Rifa.
- Anbindung an die 220-kV-Leitung Partenen-Bürs.
- Energieverwendung: für Spitzen- und Regelenergie.

## Hydraulische Einbindung
| \| \| \| Überleitung vom Brandner Gletscher \| 2480 m ü. A. \| \| \| \| Ill-Ursprung (Ochsentaler Gletscher) \| 2460 m \| \| \| \| \| \| \| \| \| Zuflüsse \| \| \| \| \| Silvretta-Stausee \| 2030 m \| \| \| \| Abfluss zu Ill \\| Lünersee \| 1970 m \| \| \| \| Zuflüsse \| \| \| \| \| Pumpwerk Kleinvermunt \| 1670 m \| \| \| \| Bachüberleitung Fasulbach und Rosanna \| \| \| \| \| Stausee Kops \| 1809 m \| \| \| \| Obervermuntwerk I \| 1743 m \| \| \| \| Überleitung Kops-Vermunt mit Zuflüssen \| \| \| \| \| Zuflüsse \| \| \| \| \| Vermuntsee \| 1743 m \| \| \| \| Sperrkammer Salonien \| 1690 m \| \| \| \| Obervermuntwerk II \| 1655 m \| \| \| \| \| \| \| \| \| Zuflüsse Rells-, Vilifau- und Zaluandabach \| \| \| \| \| Speicherbecken Rells \| 1456 m \| \| \| \| Rellswerk \| 1430 m \| \| \| \| \| \| \| \| \| Kopswerk II \\| Kopswerk I \\| Vermuntwerk \| 1025 m \| \| \| \| \| \| \| \| \| Ausgleichsbecken Partenen \| 1025 m \| \| \| \| Freispiegelstollen Partenen-Latschau \| \| \| \| \| Rifawerk \| 1005 m \| \| \| \| \| \| \| \| \| Ausgleichsbecken Rifa \| 1007 m \| \| \| \| Zuflüsse Garnera-, Vermilbach, Suggadin \| \| \| \| \| Lünerseewerk \| 992 m \| \| \| \| Staubecken Latschau \| 992 m \| \| \| \| Latschauwerk \| 985 m \| \| \| \| \| \| \| \| \| \| \| \| \| \| Rodundwerk I \\| Rodundwerk II \| 645 m \| \| \| \| Zufluss von Ill \| \| \| \| \| Rodundbecken I bis III \| 645 m \| \| \| \| Abfluss zur Ill \| \| \| \| \| Zufluss Alvier \| \| \| \| \| Zufluss Meng \| \| \| \| \| Walgauwerk \| 492 m \| \| \| \| Ausgleichsbecken Walgau \| 492 m \| \| \| \| Abfluss zur Ill \| \| |  |                                            |                                            |
| U-Bahn-Strecke von links |  | Überleitung vom Brandner Gletscher         | 2480 m ü. A.                               |
| U-Bahn-Strecke · U-Bahn-Strecke |  | Ill-Ursprung (Ochsentaler Gletscher)       | 2460 m                                     |
| U-Bahn-Strecke · U-Bahn-Strecke |  |                                            |                                            |
| U-Bahn-Abzweig geradeaus und von rechts · U-Bahn-Strecke |  | Zuflüsse                                   | Zuflüsse                                   |
| U-Bahn-Dienststation / Betriebs- oder Güterbahnhof · U-Bahn-Strecke |  | Silvretta-Stausee                          | 2030 m                                     |
| U-Bahn-Abzweig geradeaus und ehemals nach rechts · U-Bahn-Dienststation / Betriebs- oder Güterbahnhof |  | Abfluss zu Ill \| Lünersee                 | 1970 m                                     |
| U-Bahn-Strecke von links · U-Bahn-Strecke · U-Bahn-Strecke |  | Zuflüsse                                   | Zuflüsse                                   |
| U-Bahn-Haltepunkt / Haltestelle · U-Bahn-Strecke · U-Bahn-Strecke |  | Pumpwerk Kleinvermunt                      | 1670 m                                     |
| U-Bahn-Abzweig geradeaus und von rechts · U-Bahn-Strecke · U-Bahn-Strecke |  | Bachüberleitung Fasulbach und Rosanna      | Bachüberleitung Fasulbach und Rosanna      |
| U-Bahn-Dienststation / Betriebs- oder Güterbahnhof · U-Bahn-Strecke von links · U-Bahn-Abzweig geradeaus und nach rechts · U-Bahn-Strecke |  | Stausee Kops                               | 1809 m                                     |
| U-Bahn-Strecke von links · U-Bahn-Abzweig geradeaus und nach rechts · U-Bahn-Haltepunkt / Haltestelle · U-Bahn-Strecke · U-Bahn-Strecke |  | Obervermuntwerk I                          | 1743 m                                     |
| U-Bahn-Strecke · U-Bahn-Abzweig geradeaus und nach links · U-Bahn-Abzweig geradeaus und von rechts · U-Bahn-Strecke · U-Bahn-Strecke |  | Überleitung Kops-Vermunt mit Zuflüssen     | Überleitung Kops-Vermunt mit Zuflüssen     |
| U-Bahn-Strecke · U-Bahn-Strecke · U-Bahn-Abzweig geradeaus und von links · U-Bahn-Strecke · U-Bahn-Strecke |  | Zuflüsse                                   | Zuflüsse                                   |
| U-Bahn-Strecke · U-Bahn-Strecke · U-Bahn-Dienststation / Betriebs- oder Güterbahnhof · U-Bahn-Strecke · U-Bahn-Strecke |  | Vermuntsee                                 | 1743 m                                     |
| U-Bahn-Strecke · U-Bahn-Strecke · U-Bahn-Strecke · U-Bahn-Strecke · U-Bahn-Haltepunkt / Haltestelle |  | Sperrkammer Salonien                       | 1690 m                                     |
| U-Bahn-Strecke · U-Bahn-Strecke · U-Bahn-Strecke · U-Bahn-Haltepunkt / Haltestelle · U-Bahn-Strecke von links · U-Bahn-Abzweig geradeaus und nach rechts |  | Obervermuntwerk II                         | 1655 m                                     |
| U-Bahn-Strecke · U-Bahn-Strecke · U-Bahn-Abzweig geradeaus und nach links · U-Bahn-Strecke nach rechts · U-Bahn-Strecke · U-Bahn-Strecke |  |                                            |                                            |
| U-Bahn-Strecke · U-Bahn-Strecke · U-Bahn-Strecke · U-Bahn-Abzweig geradeaus und von rechts · U-Bahn-Strecke · U-Bahn-Strecke |  | Zuflüsse Rells-, Vilifau- und Zaluandabach | Zuflüsse Rells-, Vilifau- und Zaluandabach |
| U-Bahn-Strecke · U-Bahn-Strecke · U-Bahn-Strecke · U-Bahn-Dienststation / Betriebs- oder Güterbahnhof · U-Bahn-Strecke · U-Bahn-Strecke |  | Speicherbecken Rells                       | 1456 m                                     |
| U-Bahn-Strecke · U-Bahn-Strecke · U-Bahn-Strecke · U-Bahn-Haltepunkt / Haltestelle · U-Bahn-Strecke · U-Bahn-Strecke |  | Rellswerk                                  | 1430 m                                     |
| U-Bahn-Strecke · U-Bahn-Strecke · U-Bahn-Strecke · U-Bahn-Strecke nach links · U-Bahn-Strecke nach rechts · U-Bahn-Strecke |  |                                            |                                            |
| U-Bahn-Haltepunkt / Haltestelle · U-Bahn-Haltepunkt / Haltestelle · U-Bahn-Haltepunkt / Haltestelle · U-Bahn-Strecke |  | Kopswerk II \| Kopswerk I \| Vermuntwerk   | 1025 m                                     |
| U-Bahn-Strecke · U-Bahn-Strecke nach links · U-Bahn-Abzweig geradeaus und von rechts · U-Bahn-Strecke |  |                                            |                                            |
| U-Bahn-Strecke · U-Bahn-Dienststation / Betriebs- oder Güterbahnhof · U-Bahn-Strecke |  | Ausgleichsbecken Partenen                  | 1025 m                                     |
| U-Bahn-Strecke · U-Bahn-Abzweig geradeaus und nach links · U-Bahn-Strecke quer · U-Bahn-Strecke von rechts · U-Bahn-Strecke |  | Freispiegelstollen Partenen-Latschau       | Freispiegelstollen Partenen-Latschau       |
| U-Bahn-Strecke · U-Bahn-Haltepunkt / Haltestelle · U-Bahn-Strecke · U-Bahn-Strecke |  | Rifawerk                                   | 1005 m                                     |
| U-Bahn-Strecke nach links · U-Bahn-Strecke quer · U-Bahn-Abzweig geradeaus und von rechts · U-Bahn-Strecke · U-Bahn-Strecke |  |                                            |                                            |
| U-Bahn-Betriebs-/Güterbahnhof Streckenende · U-Bahn-Strecke · U-Bahn-Strecke |  | Ausgleichsbecken Rifa                      | 1007 m                                     |
| U-Bahn-Abzweig geradeaus und von rechts · U-Bahn-Strecke |  | Zuflüsse Garnera-, Vermilbach, Suggadin    | Zuflüsse Garnera-, Vermilbach, Suggadin    |
| U-Bahn-Strecke · U-Bahn-Haltepunkt / Haltestelle |  | Lünerseewerk                               | 992 m                                      |
| U-Bahn-Strecke · U-Bahn-Dienststation / Betriebs- oder Güterbahnhof |  | Staubecken Latschau                        | 992 m                                      |
| U-Bahn-Haltepunkt / Haltestelle · U-Bahn-Strecke |  | Latschauwerk                               | 985 m                                      |
| U-Bahn-Strecke nach links · U-Bahn-Abzweig geradeaus und nach rechts |  |                                            |                                            |
| U-Bahn-Strecke von links · U-Bahn-Abzweig geradeaus und nach rechts |  |                                            |                                            |
| U-Bahn-Haltepunkt / Haltestelle · U-Bahn-Haltepunkt / Haltestelle |  | Rodundwerk I \| Rodundwerk II              | 645 m                                      |
| U-Bahn-Abzweig geradeaus, von links und von rechts · U-Bahn-Strecke nach rechts |  | Zufluss von Ill                            | Zufluss von Ill                            |
| U-Bahn-Dienststation / Betriebs- oder Güterbahnhof |  | Rodundbecken I bis III                     | 645 m                                      |
| U-Bahn-Abzweig geradeaus und ehemals nach rechts |  | Abfluss zur Ill                            | Abfluss zur Ill                            |
| U-Bahn-Abzweig geradeaus und von links |  | Zufluss Alvier                             | Zufluss Alvier                             |
| U-Bahn-Abzweig geradeaus und von links |  | Zufluss Meng                               | Zufluss Meng                               |
| U-Bahn-Haltepunkt / Haltestelle |  | Walgauwerk                                 | 492 m                                      |
| U-Bahn-Dienststation / Betriebs- oder Güterbahnhof |  | Ausgleichsbecken Walgau                    | 492 m                                      |
| U-Bahn-Strecke |  | Abfluss zur Ill                            | Abfluss zur Ill                            |

| U-Bahn-Strecke von links |  | Überleitung vom Brandner Gletscher         | 2480 m ü. A.                               |
| U-Bahn-Strecke · U-Bahn-Strecke |  | Ill-Ursprung (Ochsentaler Gletscher)       | 2460 m                                     |
| U-Bahn-Strecke · U-Bahn-Strecke |  |                                            |                                            |
| U-Bahn-Abzweig geradeaus und von rechts · U-Bahn-Strecke                                                                                                 |  | Zuflüsse                                   | Zuflüsse                                   |
| U-Bahn-Dienststation / Betriebs- oder Güterbahnhof · U-Bahn-Strecke                                                                                      |  | Silvretta-Stausee                          | 2030 m                                     |
| U-Bahn-Abzweig geradeaus und ehemals nach rechts · U-Bahn-Dienststation / Betriebs- oder Güterbahnhof                                                    |  | Abfluss zu Ill \| Lünersee                 | 1970 m                                     |
| U-Bahn-Strecke von links · U-Bahn-Strecke · U-Bahn-Strecke                                                                                               |  | Zuflüsse                                   | Zuflüsse                                   |
| U-Bahn-Haltepunkt / Haltestelle · U-Bahn-Strecke · U-Bahn-Strecke                                                                                        |  | Pumpwerk Kleinvermunt                      | 1670 m                                     |
| U-Bahn-Abzweig geradeaus und von rechts · U-Bahn-Strecke · U-Bahn-Strecke                                                                                |  | Bachüberleitung Fasulbach und Rosanna      | Bachüberleitung Fasulbach und Rosanna      |
| U-Bahn-Dienststation / Betriebs- oder Güterbahnhof · U-Bahn-Strecke von links · U-Bahn-Abzweig geradeaus und nach rechts · U-Bahn-Strecke                |  | Stausee Kops                               | 1809 m                                     |
| U-Bahn-Strecke von links · U-Bahn-Abzweig geradeaus und nach rechts · U-Bahn-Haltepunkt / Haltestelle · U-Bahn-Strecke · U-Bahn-Strecke                  |  | Obervermuntwerk I                          | 1743 m                                     |
| U-Bahn-Strecke · U-Bahn-Abzweig geradeaus und nach links · U-Bahn-Abzweig geradeaus und von rechts · U-Bahn-Strecke · U-Bahn-Strecke                     |  | Überleitung Kops-Vermunt mit Zuflüssen     | Überleitung Kops-Vermunt mit Zuflüssen     |
| U-Bahn-Strecke · U-Bahn-Strecke · U-Bahn-Abzweig geradeaus und von links · U-Bahn-Strecke · U-Bahn-Strecke                                               |  | Zuflüsse                                   | Zuflüsse                                   |
| U-Bahn-Strecke · U-Bahn-Strecke · U-Bahn-Dienststation / Betriebs- oder Güterbahnhof · U-Bahn-Strecke · U-Bahn-Strecke                                   |  | Vermuntsee                                 | 1743 m                                     |
| U-Bahn-Strecke · U-Bahn-Strecke · U-Bahn-Strecke · U-Bahn-Strecke · U-Bahn-Haltepunkt / Haltestelle                                                      |  | Sperrkammer Salonien                       | 1690 m                                     |
| U-Bahn-Strecke · U-Bahn-Strecke · U-Bahn-Strecke · U-Bahn-Haltepunkt / Haltestelle · U-Bahn-Strecke von links · U-Bahn-Abzweig geradeaus und nach rechts |  | Obervermuntwerk II                         | 1655 m                                     |
| U-Bahn-Strecke · U-Bahn-Strecke · U-Bahn-Abzweig geradeaus und nach links · U-Bahn-Strecke nach rechts · U-Bahn-Strecke · U-Bahn-Strecke                 |  |                                            |                                            |
| U-Bahn-Strecke · U-Bahn-Strecke · U-Bahn-Strecke · U-Bahn-Abzweig geradeaus und von rechts · U-Bahn-Strecke · U-Bahn-Strecke                             |  | Zuflüsse Rells-, Vilifau- und Zaluandabach | Zuflüsse Rells-, Vilifau- und Zaluandabach |
| U-Bahn-Strecke · U-Bahn-Strecke · U-Bahn-Strecke · U-Bahn-Dienststation / Betriebs- oder Güterbahnhof · U-Bahn-Strecke · U-Bahn-Strecke                  |  | Speicherbecken Rells                       | 1456 m                                     |
| U-Bahn-Strecke · U-Bahn-Strecke · U-Bahn-Strecke · U-Bahn-Haltepunkt / Haltestelle · U-Bahn-Strecke · U-Bahn-Strecke                                     |  | Rellswerk                                  | 1430 m                                     |
| U-Bahn-Strecke · U-Bahn-Strecke · U-Bahn-Strecke · U-Bahn-Strecke nach links · U-Bahn-Strecke nach rechts · U-Bahn-Strecke                               |  |                                            |                                            |
| U-Bahn-Haltepunkt / Haltestelle · U-Bahn-Haltepunkt / Haltestelle · U-Bahn-Haltepunkt / Haltestelle · U-Bahn-Strecke                                     |  | Kopswerk II \| Kopswerk I \| Vermuntwerk   | 1025 m                                     |
| U-Bahn-Strecke · U-Bahn-Strecke nach links · U-Bahn-Abzweig geradeaus und von rechts · U-Bahn-Strecke                                                    |  |                                            |                                            |
| U-Bahn-Strecke · U-Bahn-Dienststation / Betriebs- oder Güterbahnhof · U-Bahn-Strecke                                                                     |  | Ausgleichsbecken Partenen                  | 1025 m                                     |
| U-Bahn-Strecke · U-Bahn-Abzweig geradeaus und nach links · U-Bahn-Strecke quer · U-Bahn-Strecke von rechts · U-Bahn-Strecke                              |  | Freispiegelstollen Partenen-Latschau       | Freispiegelstollen Partenen-Latschau       |
| U-Bahn-Strecke · U-Bahn-Haltepunkt / Haltestelle · U-Bahn-Strecke · U-Bahn-Strecke                                                                       |  | Rifawerk                                   | 1005 m                                     |
| U-Bahn-Strecke nach links · U-Bahn-Strecke quer · U-Bahn-Abzweig geradeaus und von rechts · U-Bahn-Strecke · U-Bahn-Strecke                              |  |                                            |                                            |
| U-Bahn-Betriebs-/Güterbahnhof Streckenende · U-Bahn-Strecke · U-Bahn-Strecke                                                                             |  | Ausgleichsbecken Rifa                      | 1007 m                                     |
| U-Bahn-Abzweig geradeaus und von rechts · U-Bahn-Strecke                                                                                                 |  | Zuflüsse Garnera-, Vermilbach, Suggadin    | Zuflüsse Garnera-, Vermilbach, Suggadin    |
| U-Bahn-Strecke · U-Bahn-Haltepunkt / Haltestelle |  | Lünerseewerk                               | 992 m                                      |
| U-Bahn-Strecke · U-Bahn-Dienststation / Betriebs- oder Güterbahnhof                                                                                      |  | Staubecken Latschau                        | 992 m                                      |
| U-Bahn-Haltepunkt / Haltestelle · U-Bahn-Strecke |  | Latschauwerk                               | 985 m                                      |
| U-Bahn-Strecke nach links · U-Bahn-Abzweig geradeaus und nach rechts                                                                                     |  |                                            |                                            |
| U-Bahn-Strecke von links · U-Bahn-Abzweig geradeaus und nach rechts                                                                                      |  |                                            |                                            |
| U-Bahn-Haltepunkt / Haltestelle · U-Bahn-Haltepunkt / Haltestelle                                                                                        |  | Rodundwerk I \| Rodundwerk II              | 645 m                                      |
| U-Bahn-Abzweig geradeaus, von links und von rechts · U-Bahn-Strecke nach rechts                                                                          |  | Zufluss von Ill                            | Zufluss von Ill                            |
| U-Bahn-Dienststation / Betriebs- oder Güterbahnhof |  | Rodundbecken I bis III                     | 645 m                                      |
| U-Bahn-Abzweig geradeaus und ehemals nach rechts |  | Abfluss zur Ill                            | Abfluss zur Ill                            |
| U-Bahn-Abzweig geradeaus und von links |  | Zufluss Alvier                             | Zufluss Alvier                             |
| U-Bahn-Abzweig geradeaus und von links |  | Zufluss Meng                               | Zufluss Meng                               |
| U-Bahn-Haltepunkt / Haltestelle |  | Walgauwerk                                 | 492 m                                      |
| U-Bahn-Dienststation / Betriebs- oder Güterbahnhof |  | Ausgleichsbecken Walgau                    | 492 m                                      |
| U-Bahn-Strecke |  | Abfluss zur Ill                            | Abfluss zur Ill                            |